# Rilonacept
Le rilonacept est une molécule utilisée comme médicament inhibant l'interleukine 1.
Rilonacept est commercialisé par Regeneron Pharmaceuticalsl sous le nom de spécialité Arcalyst.
Il s'agit d'une protéine dimérique qui présente le ligand récepteur spécifique de l'interleukine 1. (IL-1R1) et le récepteur accessoire (IL-1RAcP). Liée au fragment Fc d'IgG1, il neutralise l'activité de l'IL1. 
Son indication est le syndrome périodique associé à la cryopyrine (en) (CAPS) et notamment le syndrome de Muckle-Wells. Il a été testé avec succès sur les gouttes réfractaires ainsi que sur les péricardites récidivantes .

Aux États-Unis la FDA a refusé d'accorder au rilonacept une indication dans le traitement de la goutte au motif que les risques ne sont pas en rapport avec le bénéfice escompté.
les risques sont les infections, le plus souvent mineures et les irritations au point d'injection.